# Calophyllum venulosum
Calophyllum venulosum là một loài thực vật có hoa trong họ Calophyllaceae. Loài này được Zoll. mô tả khoa học đầu tiên năm 1854.